# امیر نصرت‌اله بالاخانلو
امیر نصرت‌اله بالاخانلو (۱۹۱۷ – ۲۰ مه ۲۰۰۷) یک سیاست‌مدار اهل ایران بود.
در تهران متولد شد. پدرش محمدحسین خان تالشی ملقب به سالار اسعد و مادرش شوکت‌الدوله دختر محمود علامیر، دومین رئیس مجلس شورای ملی، بود. نصرت اله بالاخانلو دو بار به عنوان شهردار انتخاب شد. عمر اولین دوره از مدیریت شهری‌اش در شهر همدان تنها چهار ماه دوام آورد و از ۱۲ اردیبهشت ۱۳۳۵ تا ۲۵ مهر ماه همان سال، به عنوان شهردار این شهر، مشغول به کار شد. او پس از چند سال دوباره با نظر انجمن وقت شهر، به سمت شهرداری همدان انتخاب شد.
او به عنوان نماینده دوره بیست و یکم مجلس شورای ملی، از حوزه انتخابیه همدان انتخاب و به مجلس راه یافت.مجلس بیست و یکم از ۱۴ مهر ۱۳۴۲ تا ۱۳ مهر ۱۳۴۶ فعالیت داشت.
بر اساس اسناد تاریخی موجود، امیر نصرت‌اله بالاخانلو در زمان تصویب لایحه کاپیتولاسیون در مجلس بیست و یکم از جمله نمایندگانی بود که خواستار فرستاده شدن این لایحه به کمیسیون نظام دادگستری مجلس شدند که با این تقاضا نیز موافقت نشد.